# Gerald Kegelmann
Gerald Kegelmann (* 4. Mai 1934 in Heidelberg; † 7. Januar 2025) war ein deutscher Chordirigent und Musikpädagoge.

## Leben
Kegelmann studierte an der Musikhochschule und der Universität Heidelberg Schul- und Kirchenmusik sowie Germanistik. Von 1975 bis 2000 war er Professor für Chorleitung und Chorerziehung an der Hochschule für Musik und Darstellende Kunst Mannheim, deren Rektor er von 1986 bis 1997 war. 1971 gründete er den Heidelberger Madrigalchor, den er bis 2004 leitete. Mit dem Chor brachte er u. a. Werke von Myriam Marbe, Cláudio Santoro, Hans Vogt und Violeta Dinescu zur Uraufführung. Konzertreisen mit verschiedenen Chören führten ihn nach Italien, Irland, Frankreich, Spanien, Österreich, Kanada, Russland und in die USA. Als Gastdozent und -dirigent wirkte er u. a. in Brasilien, Portugal, Ungarn und Russland. Zudem war Gerald Kegelmann künstlerischer Leiter der Summer Academy for Young Artists an der Bayerischen Musikakademie Marktoberdorf.